# Тхайцухов, Юрий Хаджиметович
Юрий Хаджиметович Тхайцухов (18.02.1928 — 2007) — передовик советского и российского сельского хозяйства, председатель колхоза «Россия» Гиагинского района Адыгейской автономной области (ныне — Республики Адыгея), Герой Социалистического Труда (07.12.1973).

## Биография
Родился 18 февраля 1928 года в ауле Уляп (ныне Красногвардейского района Республики Адыгея) в семье крестьянина. Адыгеец. В начале тридцатых годов семья Тхайцуховых переехала в станицу Гиагинскую. Глава семьи — Хаджимет Батокович работал в конторе «Сортсемовощ», затем вступил в колхоз.
Когда началась Великая Отечественная война, Хаджимет Батокович отправился со станичниками на фронт, воевал на «Малой земле». Сыновья его, Юрий и Борис, ходили в школу. После окончания семилетки Юрий пошёл прицепщиком в бригаду. Шестнадцать лет проработал трактористом. Работал и учился. Заочно закончил Майкопский сельхозтехникум, затем Кубанский сельхозинститут. После окончания Майкопского сельскохозяйственного техникума был назначен механиком, а затем возглавил отстающую бригаду, вывел её в передовые.
В Гиагинской существовал один колхоз — самый крупный в Адыгее. В конце шестидесятых годов хозяйство разделили на два: колхозы имени Ленина и «Россия». Председателем колхоза «Россия» был избран Ю. X. Тхайцухов. Возглавляемый Юрием Хаджиметовичем колхоз за первое пятилетие преодолел отставание, добился резкого подъёма урожайности сельскохозяйственных культур и продуктивности животноводства. Производство зерна возросло на 24 процента. Значительно возросло производство мяса и молока.
За большие успехи в производстве сельскохозяйственных продуктов колхозу «Россия» было присвоено звание «Колхоза высокой культуры земледелия» и на протяжении многих лет хозяйство оправдывает это почётное звание.
В девятой пятилетке, по сравнению с восьмой, урожайность зерновых с гектара выросла на двенадцать центнеров. За пятилетие колхоз продал государству более 30 тысяч тонн добротного зерна.
По инициативе председателя в бригадах, на фермах и других производственных участках колхоза давно внедрён хозяйственный расчёт, который стал одним из важнейших рычагов укрепления экономики хозяйства. Каждый гектар пашни приносит колхозу 550—600 рублей дохода, а общий годовой доход колхоза составляет 4—5 миллионов рублей. За годы девятой пятилетки производительность труда в колхозе возросла на 65 процентов, а уровень рентабельности хозяйства достиг 58 процентов.
Высоких результатов добились труженики колхоза и в десятой пятилетке. План четырёх лет по продаже зерна перевыполнен, сверх плана продано 1830 тонн хлеба. Значительно перевыполнены задания по продаже овощей, мяса и молока.
За большие успехи, достигнутые во Всесоюзном социалистическом соревновании, и проявленную трудовую доблесть в выполнении принятых социалистических обязательств по увеличению производства и продажи государству зерна и других продуктов земледелия Указом Президиума Верховного Совета СССР от 7 декабря 1973 года Тхайцухову Юрию Хаджиметовичу присвоено звание Героя Социалистического Труда с вручением ордена Ленина и медали «Серп и Молот».
Но в конце восьмидесятых «заказы» на положительного героя-крестьянина сменила критическая публицистика. Журналисты той поры, писавшие на тему села, не случайно задавались вопросами: «Чувство хозяина? Наука в земледелии? Ответственность перед будущим? Экономические отношения? как все это увидеть и как об этом писать?» Бывало, что журналистские расследования вершили судьбы героев. В конце 1981 года, не учитывая мнения коллектива, Ю. Х. Тхайцухова сняли с должности председателя колхоза.
Пример отца, защищавшего «Малую землю», не дал Юрию Хаджиметовичу сломаться. Он не собирался предавать свою землю. Никого не упрекая, Тхайцухов остался работать в колхозе завхозом. Ему было нестерпимо больно видеть, как при новом руководстве снижаются показатели, и откормплощадка стала приходить в упадок.
Это видело и руководство района. В 1985 году было решено отделить откормкомплекс от колхоза «Россия», а должность директора предложили Ю. Х. Тхайцухову. Он взялся за восстановление хозяйства с присущей ему самоотдачей. Коллектив во всём поддерживал вернувшегося настоящего хозяина. Внедрение новых, по тем временам, форм в организации труда дало предприятию сильный импульс развития. В трудовой книжке Юрия Хаджиметовича так и осталась эта последняя запись: "Директор МОК КРС «Гиагинский».
Он награждён также вторым орденом Ленина, орденами Трудового Красного Знамени, «Знак Почёта» и медалями. Неоднократно был участником ВСХВ и ВДНХ. Награждался медалями ВДНХ.
Избирался депутатом Верховного Совета СССР 9 созыва, делегатом XXIII съезда КПСС и XIII Всесоюзного съезда профсоюзов. Член Адыгейского обкома и депутат Гиагинского районного Совета народных депутатов.
17 декабря 1994 года Юрий Хаджиметович награждён орденом «За заслуги перед Отечеством» III степени.
Умер в 2007 году.

## Награды
- Золотая медаль «Серп и Молот» (7 декабря 1973);
- Орден «За заслуги перед Отечеством» III степени (17 декабря 1994) — за выдающиеся достижения в развитии животноводства
- Орден Ленина (7 декабря 1973)
- Орден Ленина
- Орден Трудового Красного Знамени
- Орден Знак Почёта
- Медаль «За доблестный труд в Великой Отечественной войне 1941—1945 гг.»
- Медаль «В ознаменование 100-летия со дня рождения Владимира Ильича Ленина» (6 апреля 1970)

## Память

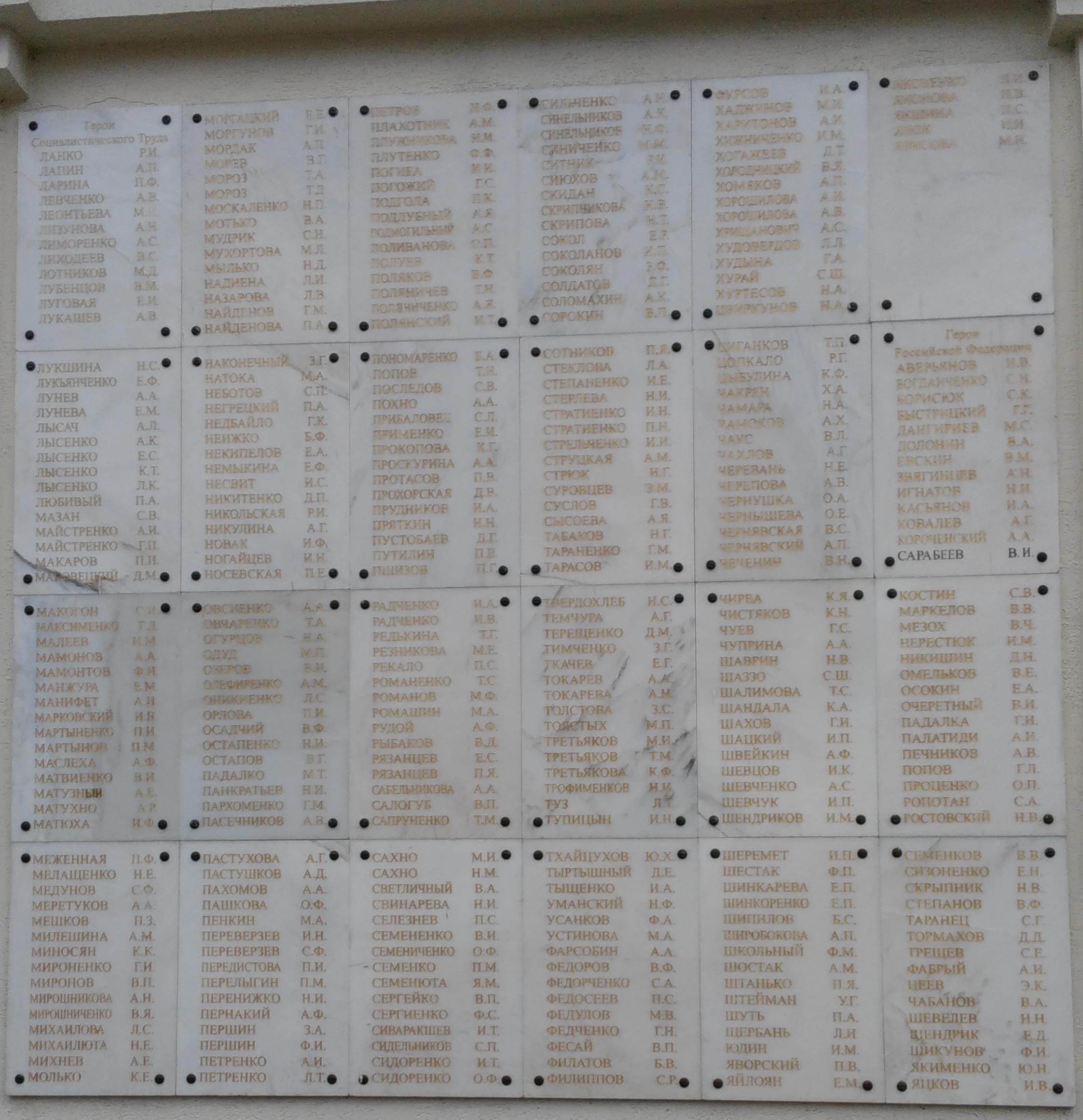
Мемориальная доска с именами Героев Социалистического Труда Кубани и Адыгеи. Краснодар 2017

- На могиле установлен надгробный памятник.
- Имя Героя золотыми буквами вписано на мемориальной доске в Краснодаре